# Discman

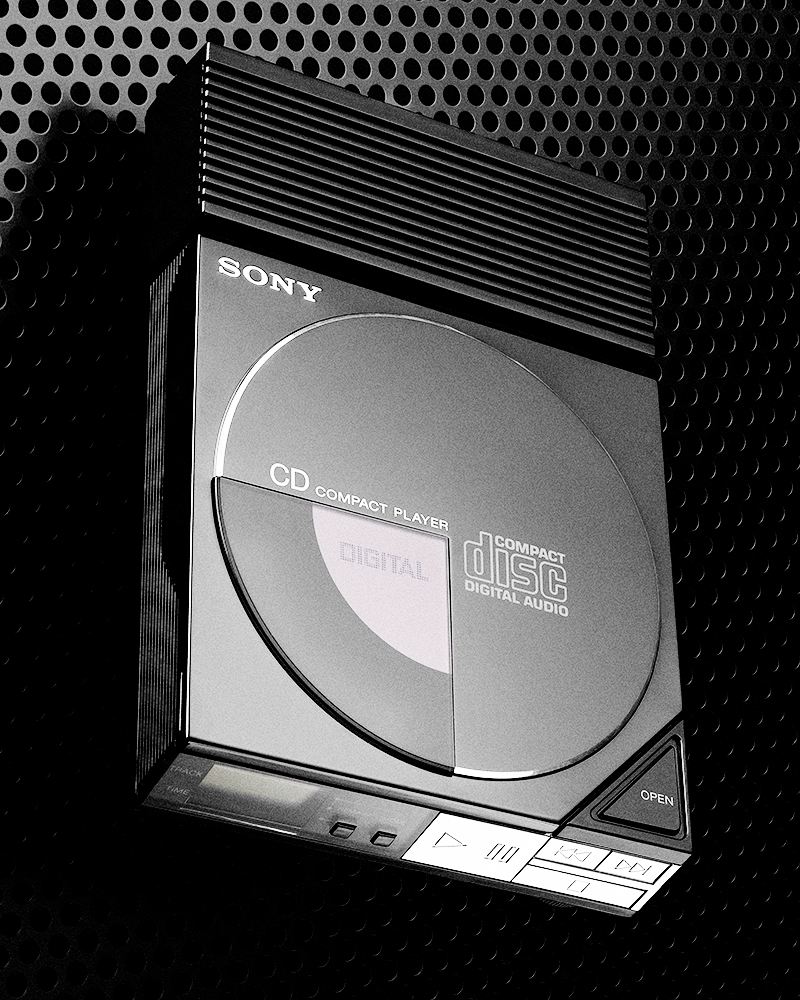
Discman Sony D-5

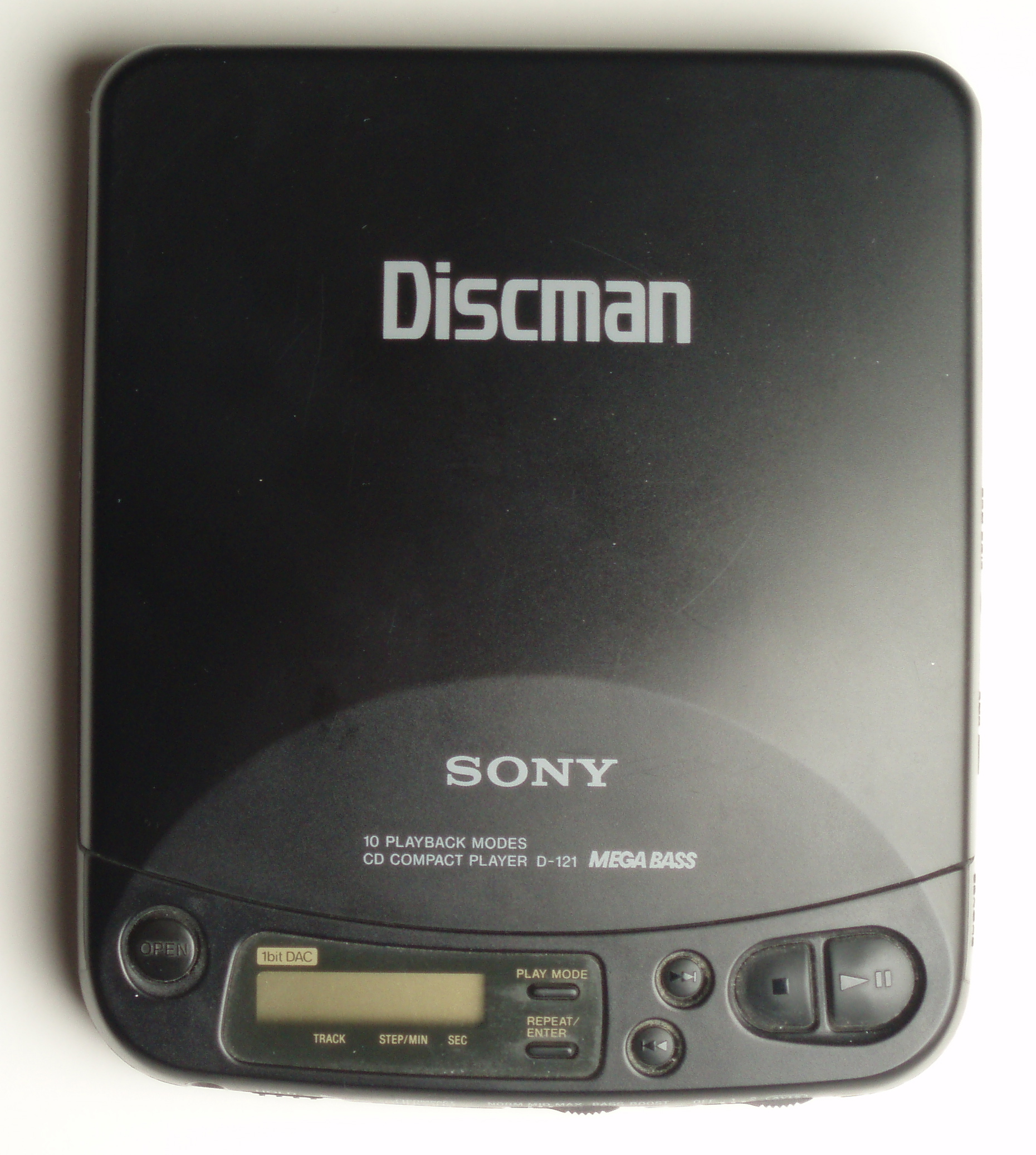
Discman Sony D121

Discman fue el nombre comercial dado al primer reproductor de CD portátil de Sony, el D-5/D-50, que fue el primero en llegar al mercado en 1984, y adoptado por toda la línea de reproductor de CD portátil de Sony. En Japón, todos los productos Discman son referidos como "CD Walkman" y el nombre fue adoptado en todo el mundo en el año 2000, junto con un logotipo "Walkman".

## Historia
Antes del desarrollo del CD, las cintas de casete eran en el formato de audio y grabación de sonido dominante. En 1979, Sony introdujo el Walkman en Japón. Como Sony empezó a advertir el potencial del CD, sus ejecutivos buscaron medios para dar a los reproductores de CD mayor presencia en el mercado, de forma que fuese de interés no solo para los audiófilos, o musicófilos sino también para el público en general.

## Desarrollo
Basándose en el diseño del CDP-101, un reproductor de CD, Sony trabajó para mejorar el diseño, reducir el consumo de energía, el número de partes necesarias y el tamaño final del reproductor, así como para reducir su costo a unos 50 o 60.000 yenes, 435 dólares aprox. Con la capacidad de producir un reproductor de CD con tamaño la décima parte del de su primera unidad lanzada en agosto de 1990, habría potencial para un reproductor portátil.
La meta original era crear un reproductor con un tamaño equivalente al de cuatro estuches de CD apilados unos sobre otros. Se mostró a los empleados un bloque de madera de 13,4 cm de lado y 4 cm de grosor para ilustrar las dimensiones físicas que se pretendía lograr.

## Lanzamiento

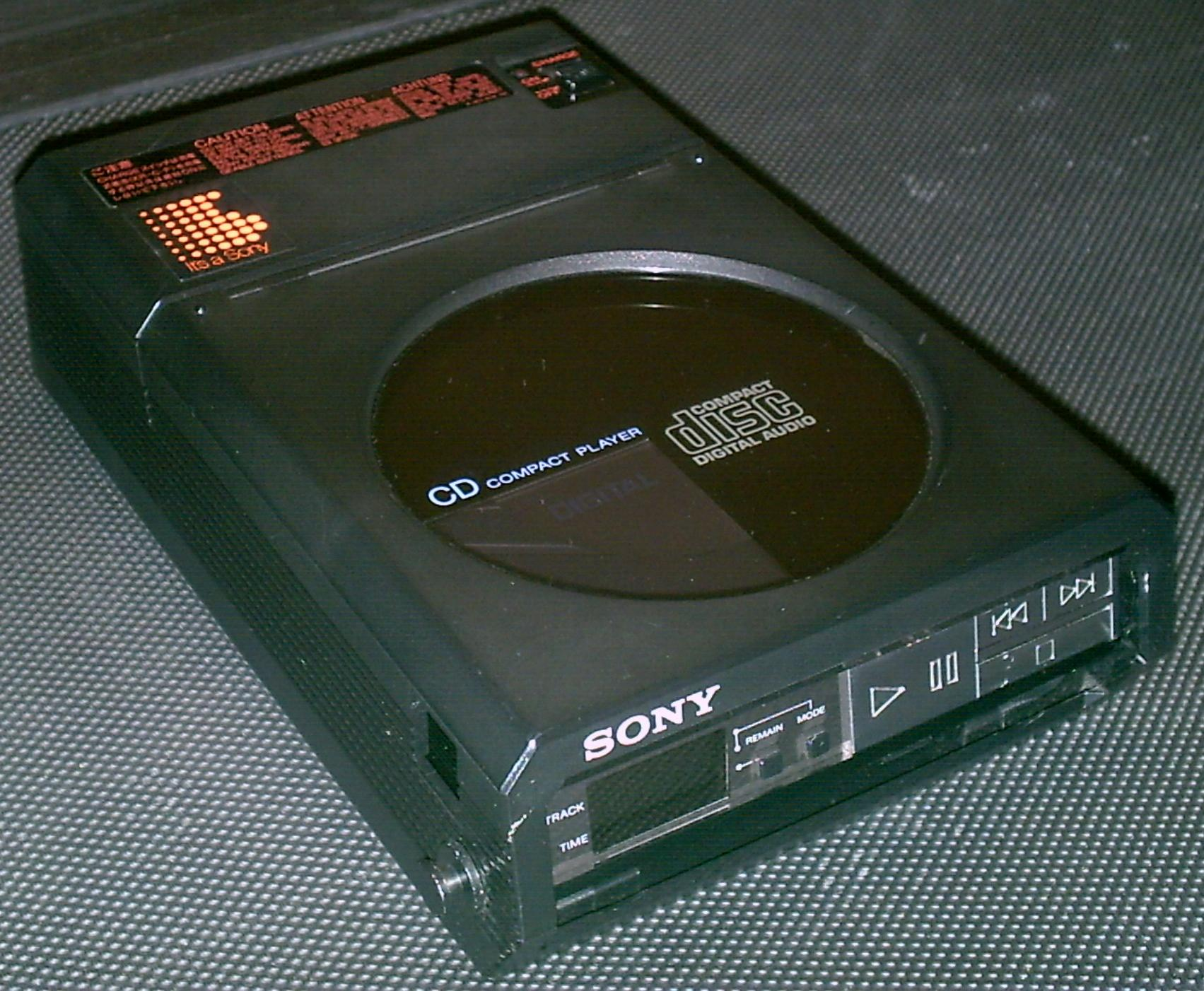
Sony D-50 con la estación de batería recargable opcional

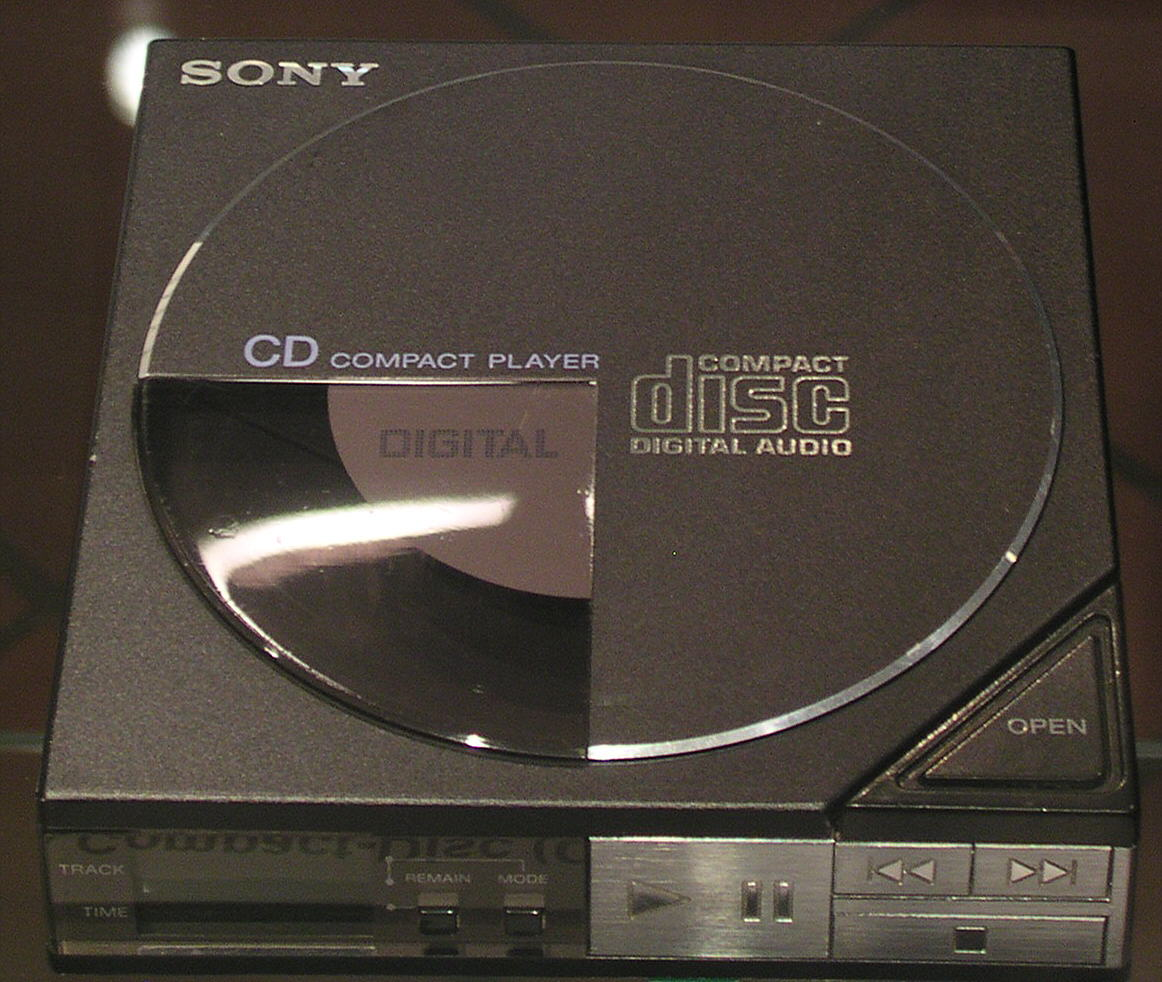
Discman Sony D-50

El D-50 (D-5 en algunos mercados, incluyendo América del Norte) fue lanzado en noviembre de 1984, en el segundo aniversario de la primera producción en masa del CD. Aunque tenía apenas el doble de grosor que un estuche de CD, la unidad ofrecía las mismas funcionalidades que el CDP-101, salvo por el control remoto y la función de repetición, costando aproximadamente la mitad. La unidad atrajo con éxito el interés del público por los CD, aumentado su popularidad, y en un año y medio el D-50 se hizo rentable.
Debido a su naturaleza portátil y similitud con el Walkman, el D-50 fue apodado Discman. Este nombre se ha utilizado para referirse a cualquier reproductor de CD portátil de Sony. Sin embargo, desde principios de 1990, Sony ha cambiado el nombre a CD Walkman.

## Impacto
El lanzamiento de la D-50 despertó el interés del público en los CD como formato de audio y en la industria del audio en general.[cita requerida] Se creó un mercado de CD portátil y se redujo el precio de la competición con reproductor de CD de otros fabricantes. La industria experimentó un crecimiento repentino de CD con el aumentando dramáticamente número de títulos de CD disponibles.